# Stadtbus Bad Salzuflen

Historisches Logo Stadtbus Bad Salzuflen bis 2015

Der Stadtbus Bad Salzuflen bedient seit Mitte der 1990er Jahre den öffentlichen Personennahverkehr in der Kurstadt Bad Salzuflen (Kreis Lippe, NRW). Vier Stadtbuslinien erschließen das innere Stadtgebiet und größere Bereiche der Außenbezirke. Daneben verkehren zahlreiche Regionalbus- und Schülerverkehrslinien, die ebenfalls im Außenbereich der Stadt liegende Orte erschließen.
Betreiber der Stadtlinien ist die Stadtverkehrsgesellschaft Bad Salzuflen mbH, eine Tochtergesellschaft der Stadtwerke Bad Salzuflen.

## Konzept

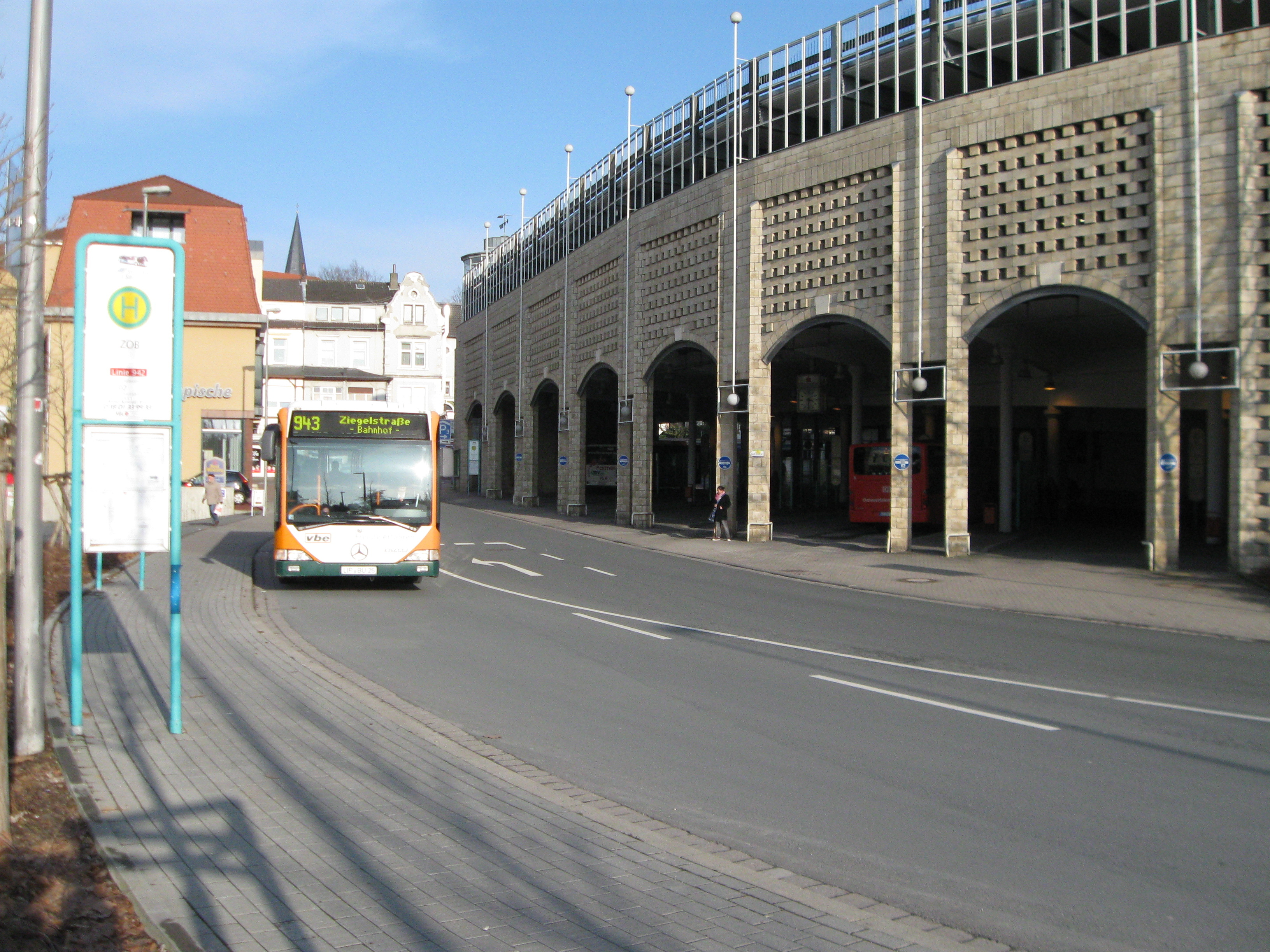
Busbahnhof (ZOB) am Ostertor: Erdgeschoss eines Parkhauses

Das Stadtbussystem nahm kurze Zeit nach seinem Vorbild, dem Stadtbus Lemgo (1994), den Betrieb auf. Ziel war es, innerhalb eines neu geplanten Verkehrskonzepts für die gesamte Innenstadt den Individualverkehr zu verringern, die engen Straßen des historischen Bereiches zu entlasten und den Raum für Fußgänger zu erweitern (u. a. Lange Straße / Salzhof). Als Bus-Treffpunkt wird das Parkhaus Ostertor benutzt. Es wurden ein übersichtlicher Liniennetzplan mit farblich gekennzeichneten Linien erstellt, neue charakteristische Haltestellenschilder und entsprechend dem Farbkonzept türkisgrüne Wartehäuschen aufgestellt. Die Busse der drei Hauptlinien (941, 942, 943) verkehrten bis 2008 werktags im 30-Minuten-Takt. Um ein problemloses und direktes Umsteigen zwischen den Linien zu gewährleisten, treffen alle Fahrzeuge gleichzeitig zum Rendezvous am Treffpunkt ein und verlassen ihn ca. 3 Minuten später wieder. Nach dem Vorbild des Stadtbusses Lemgo werden Midibusse mit einheitlicher Farbgebung eingesetzt. Auf großflächige Werbung an den Fahrzeugen wird verzichtet.
Für den Regionalverkehr wurde ein neuer Busbahnhof (ZOB) in ca. 300 m Entfernung vom Markt etwas außerhalb des Stadtzentrums im Erdgeschoss eines Parkhauses errichtet. Vor diesem Gebäude befinden sich Haltestellen der Stadtbusse, so dass gute Umsteigemöglichkeiten gegeben sind (ausreichend lange Anschlusszeiten vorausgesetzt).
Der Erfolg des Systems beruht zu einem großen Teil auf dem Engagement der Stadt. Diese beteiligt sich an den entstehenden Kosten und finanziert spezielle Ticketangebote für das Stadtgebiet. Zunächst wurden neben Zeitkarten auch ermäßigte 4er-Tickets ausgegeben. Um den Kostenaufwand zu begrenzen, erfolgte nach einigen Jahren jedoch nur noch eine Ausgabe verbilligter Monats-, 3-Monats- und Jahreskarten. Kurgäste erhalten eine preiswerte Kurkarte. Für Informationen und Fahrkartenverkauf wurde direkt am Markt ein Stadtbus-Büro eingerichtet, diese befindet sich heute jedoch im Rathaus.
Im Bereich Knetterheide und Wülfer-Bexten erfolgt weiterhin die Bedienung durch die Regionalbusse nach Bielefeld/Leopoldshöhe (349, 350, BVO); dieser Bereich wurde erst 2008 zu einem geringen Teil in das Stadtbusnetz einbezogen. Erhalten blieb auch die ehemals von den Verkehrsbetrieben Minden-Ravensberg (VMR) betriebene Linie 433 Herford – Bad Salzuflen – Exter (früher bis Vlotho, seit Juni 2011 BVO). Nicht in das Stadtbusnetz einbezogen sind Retzen (Bedienung 2× pro Stunde durch die Regionallinie 963 nach Lemgo, Go.on Gesellschaft für Bus- und Schienenverkehr), Lockhausen (stündlich Linie 961 Richtung Herford, BVO) und Ahmsen (Erschließung durch Herforder Stadtbus S5).

## Geschichte

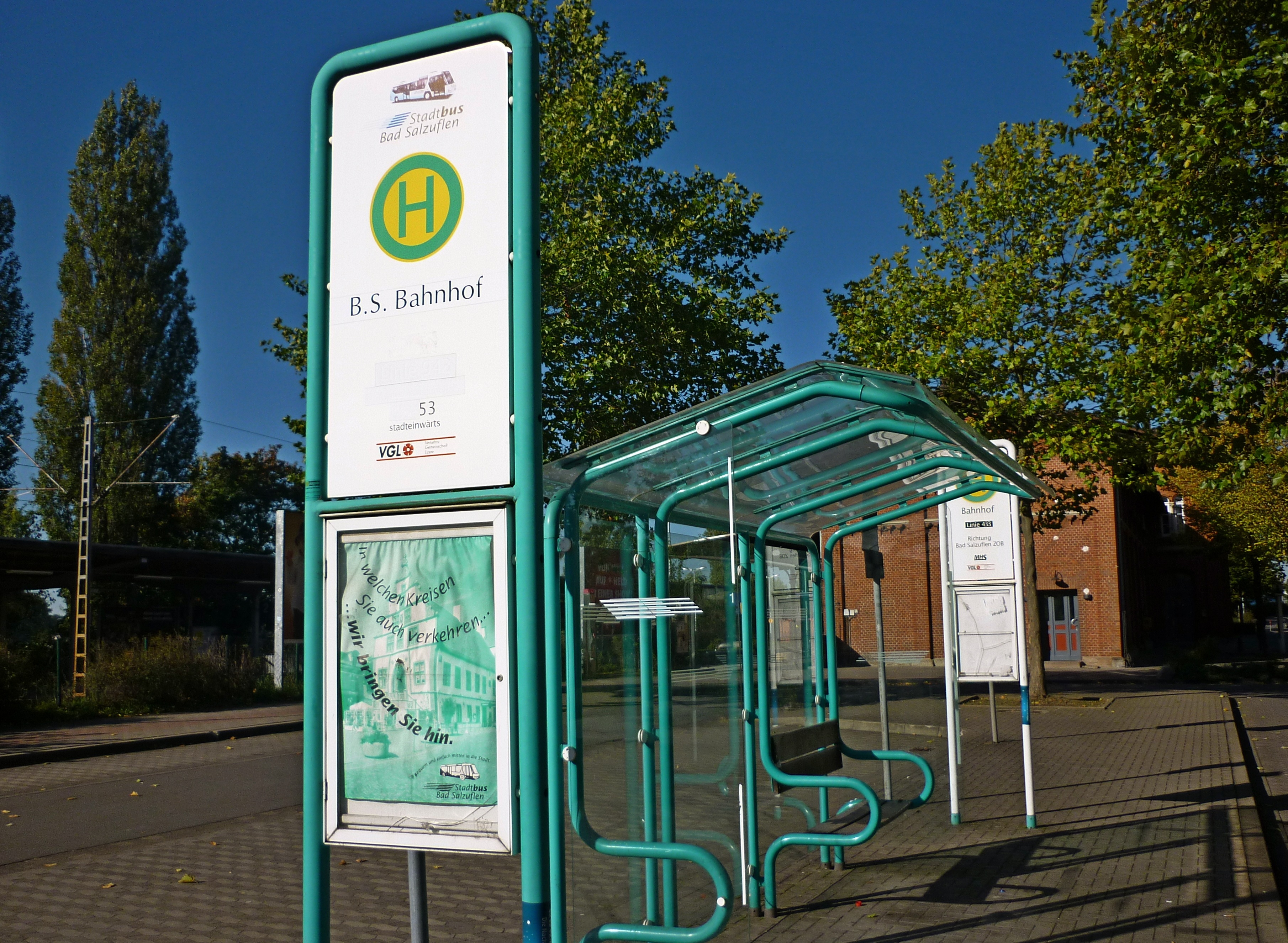
Bushaltestelle mit Logo der ehemaligen VGL und der MHS (Minden-Herforder-Verkehrs-Service GmbH)

Bereits zwischen 1909 und 1924 gab es in der Stadt ein leistungsfähiges Verkehrsmittel. Die Bad Salzufler und Schötmarsche Straßenbahn, eine Pferdebahn, verband den Bahnhof mit dem Kurgebiet und fuhr für einige Jahre auch bis zur damals selbstständigen Gemeinde Schötmar.
Ausgangslage für das Stadtbussystem war ein wenig ausgebauter städtischer Busverkehr mit geringer Fahrgastnachfrage und nicht vertaktetem Bedarfsfahrplan. Es bestand u. a. eine Rundverkehrslinie ab Zentrum über Kliniken am Burggraben, Waldemeine, Extersche Straße und zurück ins Stadtzentrum. Gut ausgebaut war das regionale Busnetz, das gleichzeitig den Großteil der innerstädtischen Erschließung übernahm. Die wichtigsten Regionallinien nach Bielefeld, Leopoldshöhe und Herford verkehren bis heute. Eine besonders lange Tradition hat die Überlandbuslinie 433, ehemals Bahnhof Herford – Bad Salzuflen – Vlotho – Valdorf-Ost Winterberg, deren Vorgänger die Herforder Kleinbahn ist. Diese Linie gehörte nicht zur damals bestehenden Verkehrsgemeinschaft Lippe (VGL) und hatte daher bis zur Einführung des Tarifverbunds „Der Sechser“ einen besonderen Tarif. Sie bediente bis zur Inbetriebnahme des Busbahnhofs am Ostertor den Salzhof, anschließend bis November 2003 im Halbstundentakt abwechselnd das Kurzentrum direkt bzw. den ZOB. Heute wird sie im Stundentakt über die Bahnhofstraße am Zentrum vorbeigeführt.
Das Stadtbusnetz wurde unter weitgehender Beibehaltung des bestehenden Regionalnetzes mit vier Buslinien (940 bis 943) eingeführt und in mehreren Etappen ergänzt bzw. erweitert. Linie 940 (Walhalla – Grüner Sand / Storksbrede) bediente nicht das Stadtzentrum, sondern hatte in Schötmar Anschluss an Linie 942. Die Bedienung des vom Stadtzentrum weit entfernt liegenden Holzhausen (mit Bahnanschluss in Sylbach) erfolgte erst später durch Verlängerung der Linie 942 ab Pommernstraße. Hierfür wurde die bisher nach Lage durchgehende Regionallinie 371 gebrochen. Die Fahrzeit nach Holzhausen verlängerte sich damit erheblich u. a. wegen der zusätzlichen Bedienung von Gewerbegebieten. Wegen der geringen Nachfrage auf dem Abschnitt ab Pommernstraße nach Holzhausen wurde hier der Halbstundentakt bald durch einen Stundentakt ersetzt.
Im Zuge des Netzausbaues erfolgten Veränderungen für die Linie 940. Sie wurde bis Am Markt verlängert und bediente den neu entstehenden Einkaufsbereich an der Hoffmannstraße. Die geringe Nutzung der Linie führte aber schließlich zur Umwandlung in eine Anruflinie. Seit dem 1. Januar 2008 besteht also ab Walhalla nach Schötmar und zur Storksbrede / Grüner Sand eine Bedienung nur noch nach telefonischer Anmeldung, wobei eine Ausdehnung bis zum Bahnhof Bad Salzuflen und nach Werl erfolgte. Die Hoffmannstraße wird seither durch Linie 942 bedient.
Die Randgebiete wurden und werden mit zusätzlichen Linien außerhalb des Stadtbusnetzes sowie Schülerverkehren bedient. Dazu gehörte lange Zeit der von der Regionallinie 947 (ZOB – Wüsten – Kirchheide) bediente Stadtteil Wüsten. 2008 erfolgte die Integration der Linie 947 in das Stadtbusnetz. Die Linienabschnitt Wüsten – Kirchheide (Stadt Lemgo) wurde eingestellt und die Linie bis Knetterheide, Weiße Breden verlängert. Nach Umstellung der Linie 943 auf einen Stundentakt ergänzt sie das Fahrtangebot ab Am Markt bis LVA-Klinik zu einem Halbstundentakt.
Die Finanzlage der Stadt führte 2008 zu Einschränkungen im Stadtbusbetrieb. Mit Ausnahme der Linie 941 fahren die Stadtbusse nur noch stündlich. Durch Parallelverkehre ergibt sich auf Teilstrecken jedoch weiterhin ein Halbstundentakt. Ende 2007 erfolgte eine neue Auftragsvergabe durch die Stadtverkehrsgesellschaft. Der bisherige Betreiber Karl Niebäumer Omnibusbetrieb GmbH & Co. KG unterlag im Wettbewerb gegen das kostengünstigere Angebot der Karl Köhne Omnibusbetriebe GmbH (ein Tochterunternehmen der Verkehrsbetriebe Extertal-Extertalbahn GmbH). Diese Gesellschaft führt seither den laufenden Betrieb durch.
Im Jahr 2016 wurde die Linie 947 ab der Haltestelle Schweerweg in Knetterheide mit der Linie 961 (BVO) zusammengeführt, sodass Lockhausen wieder umstiegsfrei aus der Innenstadt erreichbar ist. Dies führte dazu, dass die Kehre mit den Haltestellen Weiße Breden, Schelpstraße und Heidsiek nur noch morgens bedient wird, wenn die beiden Linien gebrochen sind.

## Liniennetz

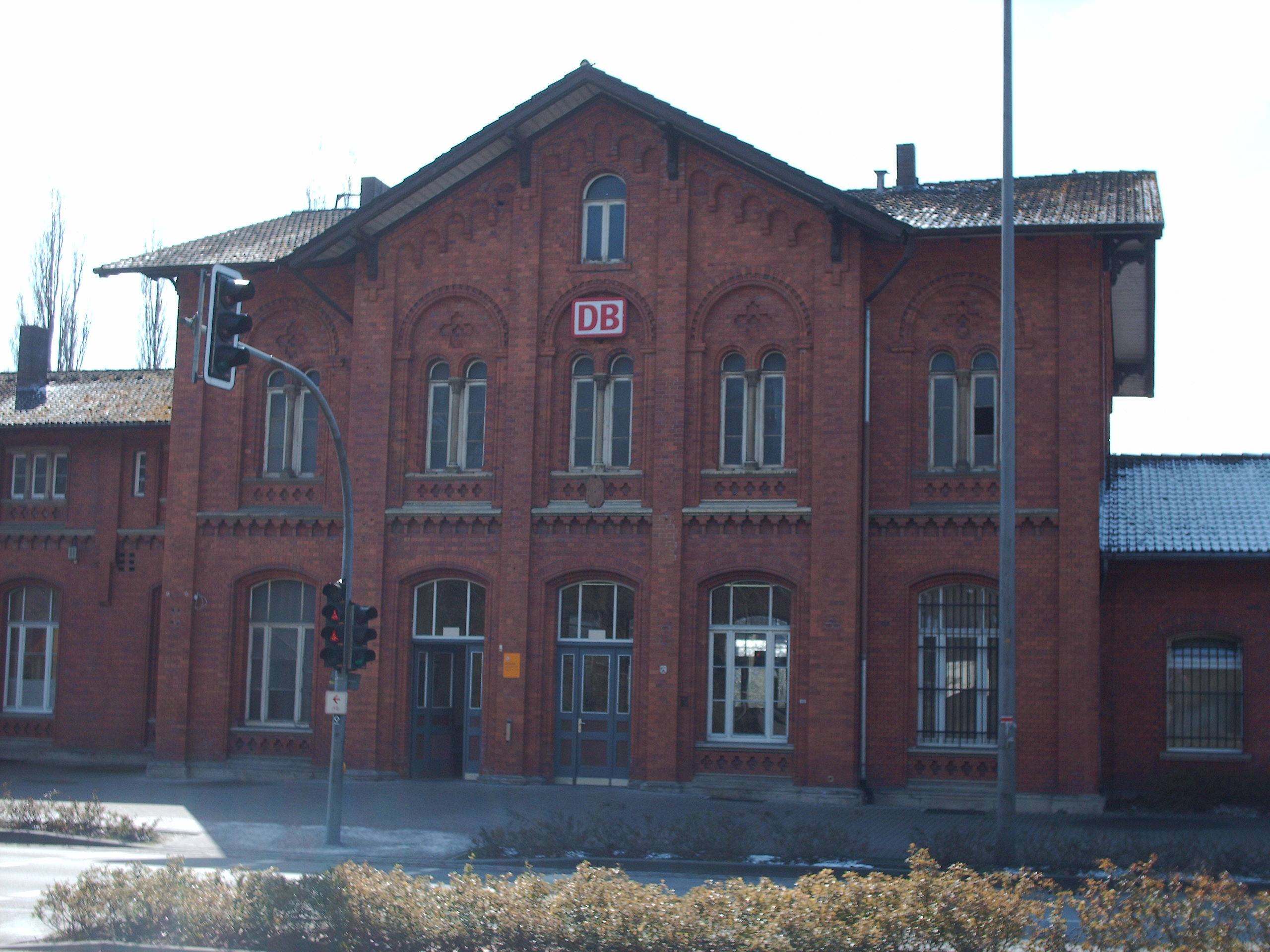
Bahnhof Bad Salzuflen

Die Busse fahren mit Ausnahme der Linie 941 im Stundentakt. Durch Parallelverkehre besteht auf dem Abschnitt ZOB – LVA-Klinik ein 30-Minuten-Takt.
Stand: Dezember 2008 
| Linie | Linienverlauf |
| ----- | --- |
| 941   | Elkenbrede – Am Markt – ZOB – Akazienstraße und zurück (30-Minuten-Takt)                                                                            |
| 942   | Hölserheide – Bahnhof Sylbach – Holzhausen – Messezentrum – Pommernstraße – Bahnhof Schötmar – ZOB – Am Markt – Bewegungszentrum VitaSol und zurück |
| 943   | Waldemeine – LVA-Klinik – Am Markt – ZOB – Bahnhof Bad Salzuflen – Ziegelstraße und zurück                                                          |
| 947   | Wüsten – LVA-Klinik – Am Markt – ZOB – Knetterheide ( – Herford) und zurück                                                                         |

Die Orte Biemsen-Ahmsen, Hollenstein, Pillenbruch, Walhalla, Storksbrede und Grüner Sand sind durch AnrufLinienFahrten (ALF) zum Normaltarif an das Stadtbusnetz angeschlossen. Des Weiteren verkehren abends und am Wochenende zuschlagpflichtige Anrufsammeltaxen (AST) in die Ortsteile.

## Fahrzeugeinsatz
Durch die Karl Niebäumer Omnibusbetrieb GmbH & Co. KG wurden anfangs Busse des Modells Neoplan Metroliner (N8012) eingesetzt, auf der Linie 940 wurde später der Betrieb mit einem Mercedes-Benz Cito (O 520) durchgeführt. Nach einigen Jahren wurden die Neoplan Metroliner schrittweise durch Neoplan Centroliner (N4411) ersetzt.
Zur Betriebsaufnahme der Karl Köhne Omnibusbetriebe GmbH wurden bis Ende 2019 Mercedes-Benz Citaro K (O 530 K) eingesetzt.
Im Jahr 2017 wurde ein Fahrzeug durch einen Mercedes-Benz Citaro 2 LE ersetzt, im Jahr 2018 kam ein und im Jahr 2019 zwei weitere Mercedes–Benz Citaro 2 Hybrid hinzu, von denen die neueren über USB-Anschlüsse an jedem Sitz verfügen. Mit vollständiger Ausmusterung der Mercedes-Benz Citaro K (O 530 K) werden stattdessen Mercedes-Benz Citaro Facelift aus dem Lemgoer Stadtbusnetz eingesetzt. Ab 2022 sollen sechs Mercedes-Benz eCitaro eingesetzt werden.
Durch den Zusammenschluss der Linien 947 und 961 (BVO) im Jahr 2016 wird Linie 947 außerdem durch einen Mercedes-Benz Citaro Facelift der Pieper Omnibusverkehr Fritz Pieper KG bedient.
Die Fahrzeuge trugen bis 2011 eine weiße Grundfarbe mit türkisen Zacken am unteren Fahrzeugrand, wurden im Zuge des neuen Logos jedoch umfoliert und tragen heute das Dunkelrot und türkise Streifen. Letztere sind bei den Hybridfahrzeugen grün.

## Haltestellen

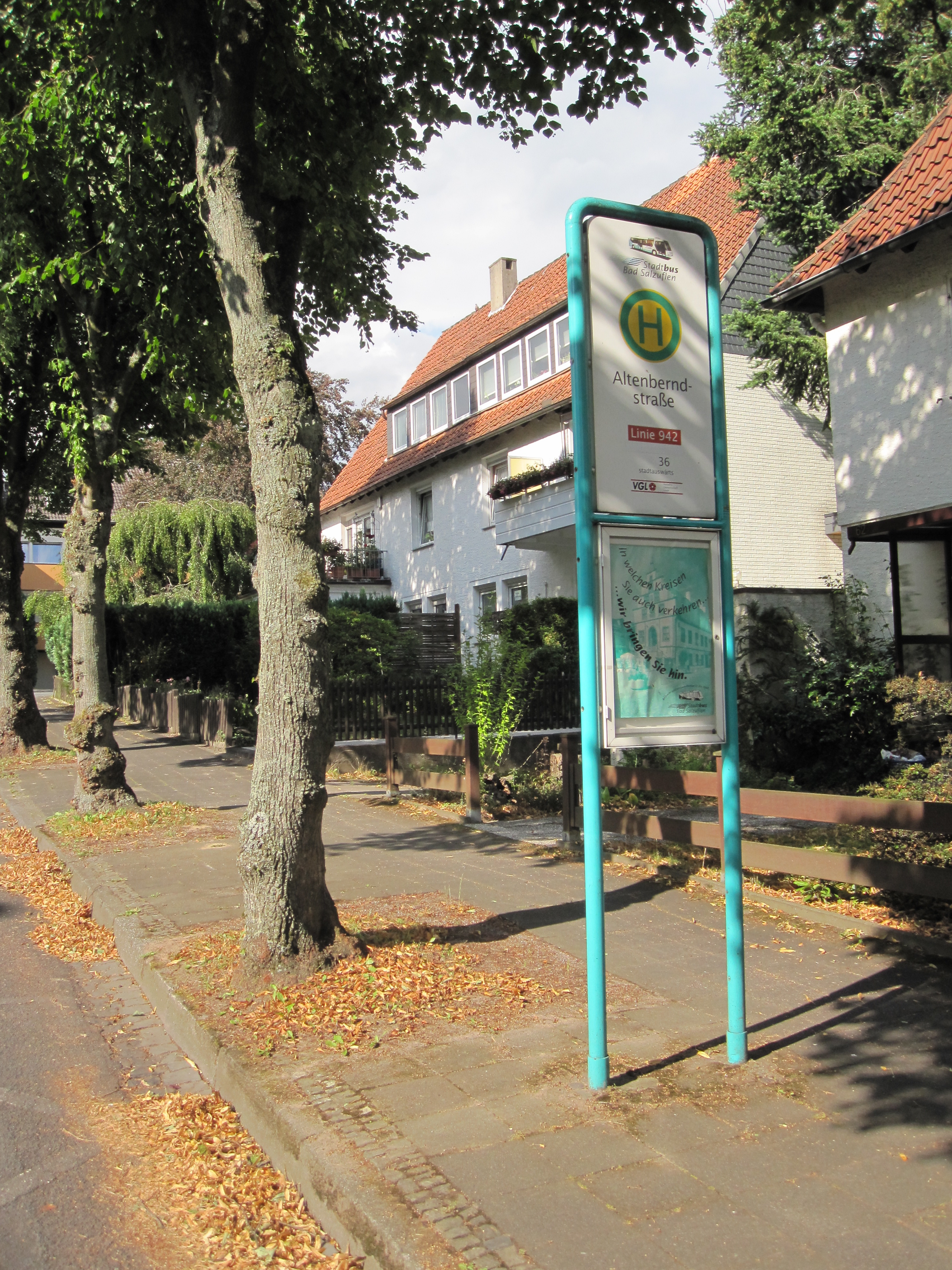
Stadtbushaltestelle Altenberndstraße

In der Aufbauphase des Stadtbusnetzes wurden die Haltestellen mit neuen Beschilderungen zur Fahrgastinformation ausgestattet. Die damals auf allen Linien halbstündlichen Abfahrtzeiten wurden groß auf den metallenen Halteschildern angegeben. Die Kennzeichnung der vier Linien erfolgte farblich entsprechend dem Liniennetzplan. Ein Großteil der Haltestellen erhielt gleichzeitig ein Wartehäuschen, wichtige Punkte außerdem einen Fahrkartenautomaten. Damals waren abgesenkte Bordsteine und eine behindertengerechte Ausstattung noch nicht Standard. Zwischenzeitlich konnten keine Verbesserungen erfolgen, neue Haltestellen etwa an der Hoffmannstraße erhielten bisher keine Wartehäuschen, Bordsteine konnten nirgends dem heutigen Standard entsprechend angepasst und mit Leitsystemen für Behinderte bzw. ausreichenden Absenkungen für Rollstuhlfahrer etc. versehen werden. Die Stadt versucht mit Einstiegshelfern, die werktags die Busse auf den Hauptabschnitten begleiten, gehbehinderten Fahrgästen die Mitfahrt zu erleichtern und damit auch den Betrieb zu beschleunigen.

## Stadtbusbüro
In den Stadtwerken der Stadt Bad Salzuflen gibt es ein Stadtbusbüro, wo Fahrkarten verkauft werden und die Fahrgäste beraten werden können.

## Nahverkehrstarif
Bad Salzuflen gehört dem Tarifverbund „Westfalentarif“ (OWL Verkehr GmbH) an. Von der Stadtverkehrsgesellschaft werden rabattierte Monats-, 3-Monats- und Jahreskarten ausgegeben.